# Doll Domination Tour
El Doll Domination World Tour fue la segunda y última gira de conciertos por el grupo femenino americano, The Pussycat Dolls. . Fue lanzado en apoyo de su segundo álbum de estudio, 'Doll Domination' (2008). La gira se anunció en octubre de 2008 con fechas en Europa y Oceanía. Fue revelado en el mes siguiente, que la gira contenía varios espectáculos en Asia y Norteamérica. Comenzó en Aberdeen (Escocia) el 18 de enero de 2009 y terminó en Beirut (Líbano) el 31 de julio de 2009. 
Cabe destacar que los conciertos de América del Norte fueron parte de la gira The Circus Starring: Britney Spears como teloneras de la Princesa del Pop. La lista de los conciertos incluía canciones de 'PCD' (2005) y 'Doll Domination', así como algunas versiones. Billboard informó que, con veintitrés conciertos, se recaudó $ 14.3 millones, con 231.711 fanes asistiendo a las actuaciones.

## Acto de apertura[1]
- Lady Gaga & Ne-Yo - Europa
- Queensberry - Europa (fechas seleccionadas)
- Lady Gaga & Havana Brown - Australia

## Repertorio
Intro
1. "Takin' Over the World"
2. "Beep"
3. "I Don't Need a Man"
4. "Elevator"
5. "I Hate This Part"
6. "Buttons"
7. "Wait a Minute"
8. "Love the Way You Love Me"
9. "Space" (Melody Thornton solo)
10. "Played" (Ashley Roberts solo)

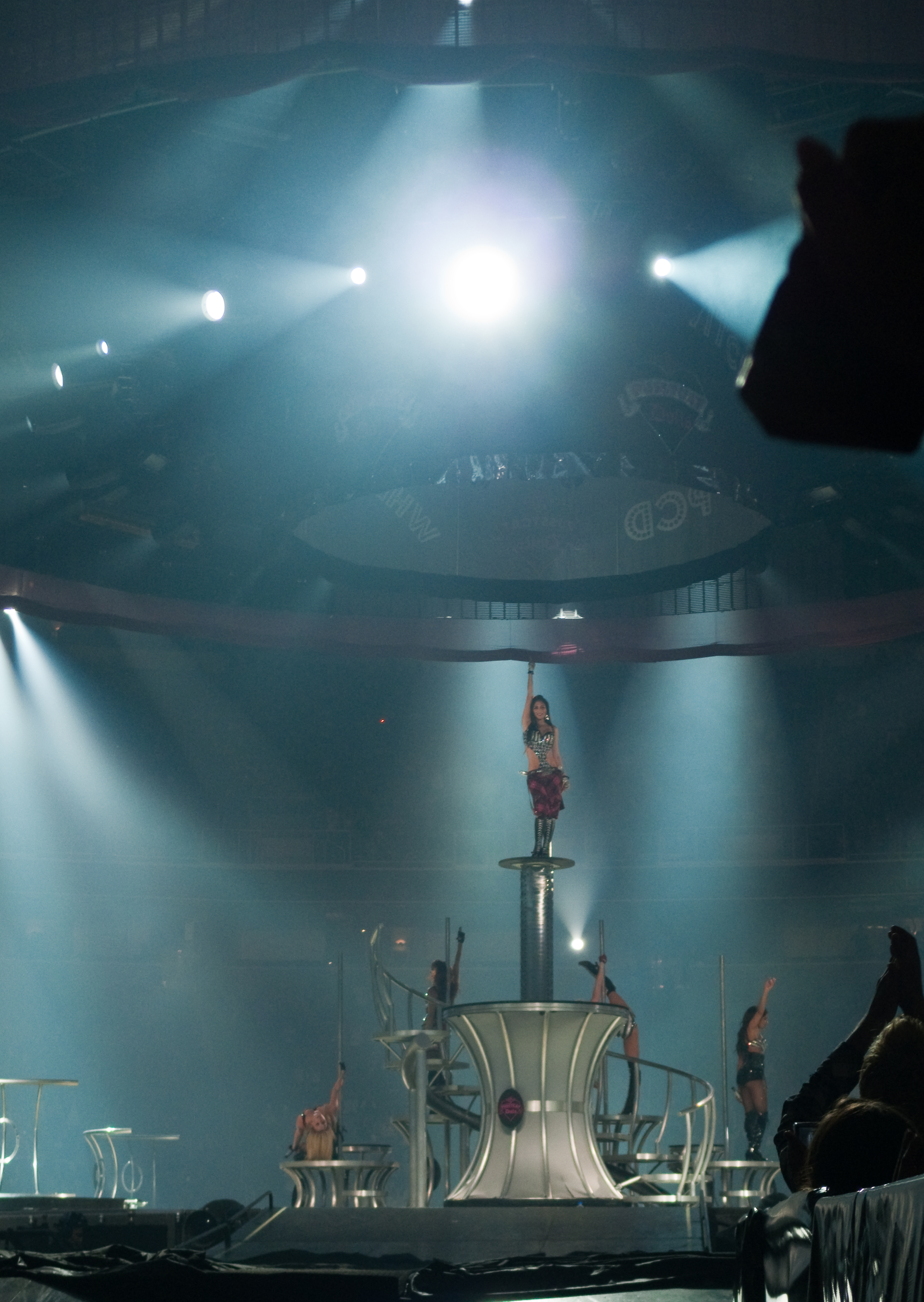
Pussycat Dolls como teloneras de Spears

11. "Don't Wanna Fall In Love" (Kimberly Wyatt solo)
12. "If I Was a Man" (Jessica Sutta solo)
13. "Hush Hush" (Nicole Scherzinger solo)
14. "Hey Big Spender"
15. "Whatcha Think About That"
16. "Whatchamacallit" (Male dancers interlude)
17. "Magic"
18. "Bottle Pop"
19. "Halo" (Nicole Scherzinger solo)
20. "Stickwitu"

Encore
1. "Don't Cha"
2. "When I Grow Up"

- Referencia.[2]

## Notas

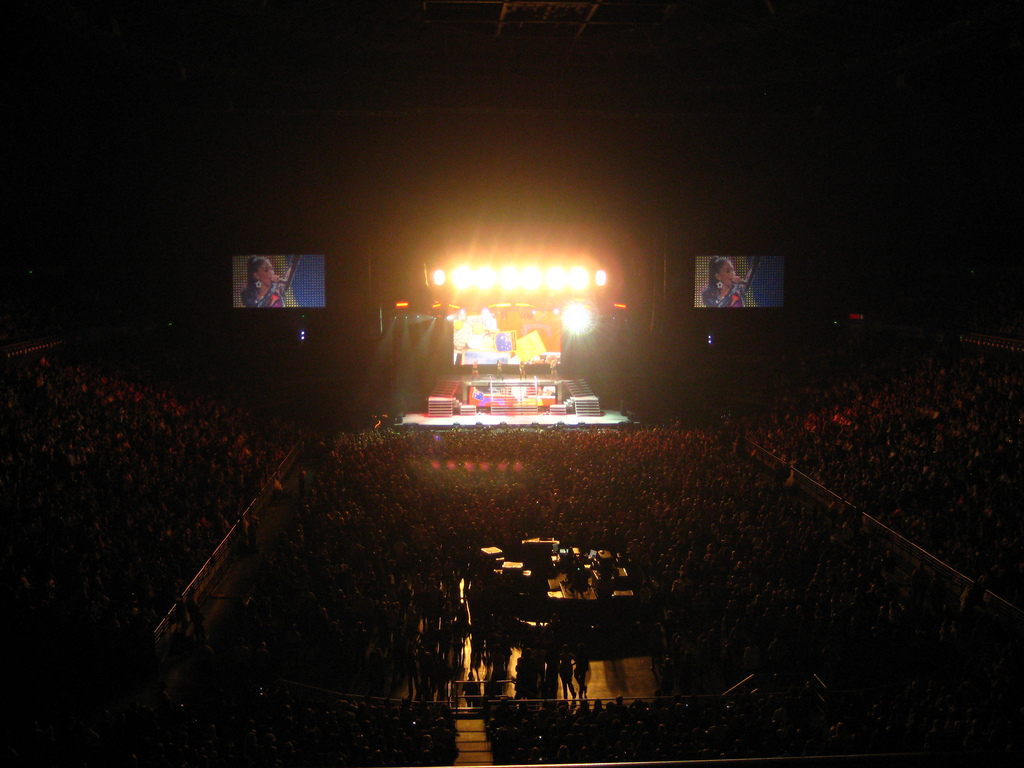
Pussycat Dolls en su gira propia.

## Fechas
| Europa                |                  |                 |                                           |
| 18 de enero de 2008   | Aberdeen         | Reino Unido     | Exhibition and Conference Centre          |
| 19 de enero de 2008   | Glasgow          | Reino Unido     | SEC Centre                                |
| 21 de enero de 2008   | Newcastle        | Reino Unido     | Metro Radio Arena                         |
| 22 de enero de 2008   | Birmingham       | Reino Unido     | National Exhibition Centre                |
| 24 de enero de 2008   | Nottingham       | Reino Unido     | Capital FM Arena Nottingham               |
| 25 de enero de 2008   | Bournemouth      | Reino Unido     | Bournemouth International Centre          |
| 27 de enero de 2008   | Londres          | Reino Unido     | The O2 Arena                              |
| 28 de enero de 2008   | Londres          | Reino Unido     | The O2 Arena                              |
| 29 de enero de 2008   | Mánchester       | Reino Unido     | Manchester Arena                          |
| 30 de enero de 2008   | Cardiff          | Reino Unido     | Motorpoint Arena Cardiff                  |
| 1 de febrero de 2008  | Dublín           | Irlanda         | The O2                                    |
| 3 de febrero de 2008  | Belfast          | Irlanda         | King's Hall                               |
| 5 de febrero de 2008  | Sheffield        | Reino Unido     | Sheffield Arena                           |
| 6 de febrero de 2008  | Liverpool        | Reino Unido     | Echo Arena                                |
| 8 de febrero de 2008  | París            | Francia         | Zénith Paris                              |
| 9 de febrero de 2008  | Ámsterdam        | Países Bajos    | Heineken Music Hall                       |
| 10 de febrero de 2008 | Frankfurt        | Alemania        | Jahrhunderthalle                          |
| 12 de febrero de 2008 | Zúrich           | Suiza           | Hallenstadion                             |
| 13 de febrero de 2008 | Bruselas         | Bélgica         | Forest National                           |
| 14 de febrero de 2008 | Munich           | Alemania        | Zenith die Kulturhalle                    |
| 15 de febrero de 2008 | Esch-sur-Alzette | Luxemburgo      | Rockhal                                   |
| 17 de febrero de 2008 | Monte Carlo      | Mónaco          | Grimaldi Forum                            |
| 18 de febrero de 2008 | Düsseldorf       | Alemania        | Philips Halle                             |
| 19 de febrero de 2008 | Berlín           | Alemania        | Pabellón Max Schmeling                    |
| 21 de febrero de 2008 | Praga            | República Checa | Tesla Arena                               |
| 23 de febrero de 2008 | Viena            | Austria         | Gasometer                                 |
| 24 de febrero de 2008 | Bratislava       | Eslovaquia      | Incheba Expo Arena                        |
| 25 de febrero de 2008 | Belgrado         | Serbia          | Kombank Arena                             |
| Oceania               |                  |                 |                                           |
| 16 de mayo de 2008    | Auckland         | Nueva Zelanda   | Vector Arena                              |
| 19 de mayo de 2008    | Brisbane         | Australia       | Brisbane Entertainment Centre             |
| 21 de mayo de 2008    | Newcastle        | Australia       | Newcastle Entertainment Centre            |
| 22 de mayo de 2008    | Sídney           | Australia       | Acer Arena                                |
| 23 de mayo de 2008    | Sídney           | Australia       | Acer Arena                                |
| 26 de mayo de 2008    | Melbourne        | Australia       | Rod Laver Arena                           |
| 27 de mayo de 2008    | Melbourne        | Australia       | Rod Laver Arena                           |
| 28 de mayo de 2008    | Adelaide         | Australia       | Adelaide Entertainment Centre             |
| 30 de mayo de 2008    | Perth            | Australia       | Burswood Dome                             |
| Asia                  |                  |                 |                                           |
| 2 de junio de 2008    | Yakarta          | Indonesia       | Istora Senayan                            |
| 4 de junio de 2008    | Singapur         | Singapur        | Singapore Indoor Stadium                  |
| 6 de junio de 2008    | Seúl             | Corea del Sur   | Parque Olímpico de Seúl                   |
| 11 de junio de 2008   | Manila           | Filipinas       | Mall of Asia Concert Grounds              |
| Norteamérica          |                  |                 |                                           |
| 13 de junio de 2009   | Honolulu         | Estados Unidos  | Neal S. Blaisdell Center                  |
| 27 de junio de 2009   | Las Vegas        | Estados Unidos  | Pearl Concert Theater                     |
| Europa                |                  |                 |                                           |
| 17 de julio de 2009   | Suffolk          | Reino Unido     | Newmarket Racecourse                      |
| 18 de julio de 2009   | Killarney        | Irlanda         | Fitzgerald Stadium                        |
| 22 de julio de 2009   | Liverpool        | Reino Unido     | Echo Arena                                |
| 24 de julio de 2009   | Northampton      | Reino Unido     | Silverstone Circuit                       |
| 25 de julio de 2009   | Kent             | Reino Unido     | Quex Park                                 |
| 29 de julio de 2009   | Esher            | Reino Unido     | Sandown Park                              |
| Asia                  |                  |                 |                                           |
| 31 de julio de 2008   | Beirut           | Líbano          | International Exhibition & Leisure Center |

### Recaudaciones
| Ciudad     | Lugar                          | Entradas vendidas | Recaudación |
| Europe     | Europe                         | Europe            | Europe      |
| ---------- | ------------------------------ | ----------------- | ----------- |
| Newcastle  | Metro Radio Arena              | 9,500 / 9,500     | $436,100    |
| Birmingham | National Exhibition Centre     | 11,494 / 11,494   | $517,217    |
| Nottingham | Capital FM Arena               | 7,955 / 7,955     | $355,081    |
| London     | The O2 Arena                   | 28,305 / 28,305   | $1,285,759  |
| Mánchester | Manchester Arena               | 14,766 / 14,766   | $684,047    |
| Cardiff    | Cardiff Arena                  | 7,434 / 7,434     | $343,835    |
| Dublin     | The O2                         | 12,417 / 12,417   | $751,286    |
| Belfast    | King's Hall                    | 7,331 / 7,331     | $377,315    |
| Sheffield  | Sheffield Arena                | 10,041 / 10,041   | $434,768    |
| Liverpool  | Echo Arena                     | 9,543 / 9,543     | $415,705    |
| Oceania    |                                |                   |             |
| Auckland   | Vector Arena                   | 11,556 / 12,216   | $713,927    |
| Brisbane   | Brisbane Entertainment Centre  | 9,090 / 11,420    | $765,095    |
| Newcastle  | Newcastle Entertainment Centre | 4,334 / 6,075     | $355,109    |
| Sídney     | Acer Arena                     | 22,468 / 23,270   | $2,129,922  |
| Melbourne  | Rod Laver Arena                | 23,323 / 26,548   | $1,966,724  |
| Adelaide   | Adelaide Entertainment Centre  | 7,903 / 9,888     | $681,753    |
| Perth      | Burswood Dome                  | 12,852 / 16,881   | $1,075,415  |
| Total      | Total                          | 210,681 / 225,853 | $13,289,058 |